# 東京帝国大学農学部実科
東京帝国大学農学部実科（とうきょうていこくだいがくのうがくぶ）はかつて日本に存在した東京帝国大学の学部の一つで、農学に関する高等教育を幅広く授けた。
東京帝国大学農学部は、旧制高等学校からの入学者で占める本郷校の本科と、東京帝国大学農科大学実科を1919年に改称した駒場校の農学部実科を設置し農学分野の人材育成教育にあたった。

## 経緯
1895年（明治28年）5月には農科大学の実習施設として、千葉県天津町に農科大学付属清澄演習林が設けられているが、広大な駒場農園の耕耘も含め、ほとんどが農科大学実科の学生実習によって整備されている。1919年（大正8年）4月学制の改正により、農科大学を駒場から本郷へ移転させ、東京帝国大学農学部と改称するが、実科は存置して農学部実科と呼んだ。
1915年（大正4年）に農科大学学長となった農学博士古在由直が1920年（大正9年）9月東大総長に就任。林学の川瀬善太郎が農学部長となる。これと前後して文部省内に実科廃止の声があり、11月頃に表面化。実科在学生と先輩に一大衝撃を与える。文部省内での実科廃止説が浮かぶ中で､実科を本科と切り離し独立させるという気運が実科生とその卒業生の間で次第に醸成されて、実科の独立を内外に訴えるべく12月三村連合の実科独立期成同盟が組織される。さらに翌10年2月既存交友組織講農会をベースに駒場交友会を設立。以来13年の間実科独立運動が展開される。1922年（大正11年）には実科は宇都宮高等農林学校との合併の意向が表面化し、教授会でも決議される。これに対し駒場交友会から反対陳情される事態が起きる。このため同年文部省にて150万円の独立予算が組まれるが、翌年発生した関東大震災により予定は白紙となる。1924年（大正13年）農学部長に農学博士町田咲吉就任。1925年（大正14年）には今度は松戸にある千葉県立高等園芸学校に委譲する問題が噴出し、翌年文部省の省議で敷地を東京府府中町の演習林を充てる決定を行う。1927年（昭和2年）10月農学博士鈴木梅太郎が農学部長に就任するが、1928年（昭和3年）10月農学博士岩佐良治が農学部長就任。独立問題は、1930年（昭和5年）の古在総長退官によって、翌年に自らが大蔵省と折半し予算計上がなされ、新学校が設立の方向となる。1931年（昭和6年）1月農学博士麻生慶次郎農学部長就任。1933年（昭和8年）1月林学博士諸声北郎農学部長就任。1934年（昭和9年）3月農学博士高橋傾造農学部長就任。さらに東京帝国大学実科建物新宮費45万円が第61回議会を通過成立し実科の独立が決定する。4月には、東京府府中町の演習林を切り拓き、新校舎の建設が開始される。
1935年現在の府中に移転し、東京高等農林学校開講。東京帝国大学から独立する。こうして明治の農学校以来の駒場の地には、農学校の教員を学生にして教育人材を育成する東京農業教育専門学校のみが残ることとなった。
もともと駒場の寮に暮らす学生のうちで賄征伐を行うのは入学年齢が若い実科の学生であったという。また駒場の運動会も東京名物と化していた。グランドの広さは当時日本一であり、また当時お見合いの場としても著名であった。
東京高等農林学校はその後1944年には東京農林専門学校へ改称し、1949年に新学制が施行されると東京農工大学の農学部となる。

## 卒業生
実科の卒業生には農学の稲塚権次郎、植物学の村井貞固、政治家となった竹山祐太郎、吉田重延、林学の本郷高徳、昆虫学の黒澤三樹男、食肉加工の飯田吉英、砂防の富樫兼治郎、朝鮮の地で緑化活動に尽力した植木秀幹、りんご育種の前田顯三や外地からは禹長春など多数。なお農学部実科からは専任の講師を設置。実科講師を経験しているのには、矢作栄蔵、河上肇らがいる。

## 参考
- 「近藤康男の三世紀」（http://www.nazuna.com/100sai/20th-5.html）二十世紀の農村・農民＜光りと影＞
- 東京農工大学百年の歩み、東京農工大学創立記念事業会、1981年
- 農学会会報 第十九号、1893年
- 戦時体制下の農業教育と中国人留学生―1935~1944年の東京高等農林学校,農林統計協会、2003年
- 東京農工大学園芸学（http://www.tuat.ac.jp/~engei/history-date.html）
- 国立大学法人東京農工大学（http://www.tuat.ac.jp）
- 農務顛末 第五巻、第二十三 内藤新宿試験場、農林省、1956年
- 駒場八十年の歩み、東京教育学部農学部、1978年